# Sumba (Fær Øer)
Sumba è un comune delle Isole Fær Øer. Ha una popolazione di 381 abitanti e fa parte della regione di Suðuroy sull'isola omonima.
Il territorio del comune copre l'estremità meridionale di Suðuroy e comprende quattro centri abitati: Sumba - il più popolato e che funge da capoluogo - e i piccoli villaggi di Akrar, Lopra e Víkarbyrgi.